# Piotr Wojkow
Piotr Łazariewicz Wojkow (ros. Пëтр Лазаревич Войков, ur. 1 sierpnia?/13 sierpnia 1888 w Kerczu, zm. 7 czerwca 1927 w Warszawie) – rewolucjonista, bolszewik, dyplomata radziecki.

## Życiorys
Jego ojciec pochodził z ukraińskiej rodziny chłopskiej, był inżynierem górniczym.
Od 1903 Piotr Wojkow był zaangażowany w działalność rewolucyjną, należał do mienszewików. Zmuszony do emigracji do Szwajcarii, ukończył studia na Uniwersytecie Genewskim.
Powrócił do kraju w sierpniu 1917 i został komisarzem na Uralu, tam też zwalczał fabrykantów i egzekwował odbiór kontyngentów żywności od chłopów, co wywołało klęskę głodu w okolicy Jekaterynburga. Był oskarżany o udział w zamordowaniu w nocy z 16 na 17 lipca 1918 w Jekaterynburgu cesarza Mikołaja II i jego rodziny, miał być też odpowiedzialny za poćwiartowanie i zniszczenie przy użyciu kwasu siarkowego ciał zamordowanych. Jednak zarówno śledztwo przeprowadzone w 1919 przez „białych”, jak i śledztwo z początku lat 90. nie wykazały udziału Wojkowa w naradach i podjęciu decyzji o mordu na cesarzu i jego rodzinie. Nie było też dowodów, że osobiście uczestniczył w zniszczeniu i ukryciu zwłok. Udowodniono jedynie, że zatwierdził podanie o 11 pudów kwasu siarkowego, użytego w trakcie niszczenia zwłok rodziny cesarskiej.
Przewodniczący delegacji rosyjsko-ukraińsko-białoruskiej w Mieszanej Komisji Reewakuacyjnej i Specjalnej Komisji Mieszanej, utworzonych na mocy Traktatu Ryskiego w negocjacjach z Polską w sprawie zwrotu mienia polskiego (1921–1926). Zachowały się dokumenty dotyczące przyjętej przez niego taktyki, mającej na celu utrudnienie zwrotu tego mienia, m.in. tysięcy dzwonów kościelnych, bibliotek i innych skarbów kultury wywiezionych przez Rosję w okresie zaborów i w konsekwencji masowego wywozu mienia w pierwszych dwóch latach I wojny światowej. Większości tych dóbr Polska nigdy nie odzyskała, poprzestając na powrocie do kraju najważniejszych skarbów kultury narodowej. Od października 1924 poseł ZSRR w Polsce.
7 czerwca 1927 został zastrzelony na dworcu kolejowym w Warszawie przez 19-letniego syna emigracyjnego działacza białogwardyjskiego Borysa Kowerdę, ucznia gimnazjum rosyjskiego w Wilnie. Wojkow przyjechał na dworzec, by w czasie godzinnego postoju pociągu towarzyszyć powracającemu do ZSRR przez Polskę chargé d’affaires ZSRR w Londynie, Arkadijowi Rozengolcowi, wydalonemu właśnie przez Brytyjczyków po zerwaniu stosunków dyplomatycznych z ZSRR w związku z ujawnioną działalnością szpiegowską ambasady sowieckiej. Według przyjętej później wersji wydarzeń, motywem zamachu była zemsta za udział Wojkowa w morderstwie cara i jego rodziny. Istnieje dokument wskazujący na możliwość związku z zabójstwem Wojkowa sowieckiego wywiadu wojskowego – Razwiedupru.
Rząd ZSRR zarzucił Polsce udzielanie azylu politycznego białym emigrantom rosyjskim. Rząd polski bronił się, wskazując, że Wojkow odmówił wszelkiej ochrony osobistej. Zaofiarował także odszkodowanie dla wdowy. Zabójstwo Wojkowa spowodowało pogorszenie się stosunków polsko-radzieckich i zawieszenie rozmów o pakcie o nieagresji oraz o zwrocie polskiego mienia przez ZSRR.
Został pochowany przy murze Kremla, pośród najbardziej zasłużonych komunistów.
W ZSRR uznano jego zabójstwo za akt wojny, Armia Czerwona została postawiona w stan pogotowia bojowego, OGPU rozpoczęła też poszukiwanie i aresztowania tysięcy rzekomych „wspólników Kowerdy” i ich prześladowania, głównie na terenach dawnej Rzeczypospolitej. W rok po przewrocie majowym Józef Piłsudski musiał przekonać wschodniego sąsiada Polski o swoich pokojowych zamiarach.
Nazwiskiem Wojkowa nazwano stację metra w Moskwie na linii Zamoskworieckiej (Wojkowskaja). W 2007 pojawiły się w Rosji pomysły, by ze względu na pamięć o rodzinie carskiej zmienić nazwę tej stacji. W październiku 2010 deputowany partii Jedna Rosja do Dumy, Władimir Miedinski, zwrócił się do nowego mera Moskwy, Siergieja Sobianina, o usunięcie imienia Wojkowa ze stolicy.